# Titularbistum Curium
Curium (ital.: Curio) ist ein Titularbistum der römisch-katholischen Kirche. 
Es geht zurück auf ein früheres Bistum der antiken Stadt Kourion in der römischen Provinz Cyprus auf Zypern, das der Kirchenprovinz Salamis angehörte.
| Titularbischöfe von Curium |                                                   |                                                                               |                    |                   |
| Nr.                        | Name                                              | Amt                                                                           | von                | bis               |
| 1                          | Wilhelm Jakob Rinck von Baldenstein               | Koadjutorbischof von Basel (Schweiz)                                          | 27. September 1690 | 13. Juli 1693     |
| 2                          | Hugh O’Reilly                                     | Koadjutorbischof von Clogher (Irland)                                         | 16. Mai 1777       | 28. März 1778     |
| 3                          | Cornelius Ludovicus de Wijkerslooth (Wykerslooth) | Professor für Philosophie am Großen Priesterseminar von Warmond (Niederlande) | 1833               | 1851              |
| 4                          | John Joseph Conroy                                | Altbischof von Albany (USA)                                                   | 16. Oktober 1877   | 20. November 1895 |
| 5                          | Gustave Augustin Rouxel                           | Weihbischof in New Orleans (USA)                                              | 10. Februar 1899   | 16. März 1908     |
| 6                          | Joseph Angel Poli OFMCap                          | Koadjutorbischof von Allahabad (Indien)                                       | 13. März 1915      | 18. Dezember 1917 |
| 7                          | Gustave Augustin Rouxel                           | Weihbischof in Philadelphia (USA)                                             | 20. August 1921    | 26. Dezember 1928 |
| 8                          | Manuel López Arana                                | Apostolischer Administrator von Ciudad Rodrigo (Spanien)                      | 5. Februar 1929    | 27. Dezember 1941 |
| 9                          | Edouard Rostaing MS                               | Apostolischer Vikar von Antsirabé (Madagaskar)                                | 24. Februar 1942   | 18. Mai 1946      |
| 10                         | Abel Ribeiro Camelo                               | Weihbischof in Goiás (Brasilien)                                              | 6. Juli 1946       | 17. Januar 1957   |
| 11                         | Edward Joseph Maginn                              | Weihbischof in Albany (USA)                                                   | 27. Juni 1957      | 21. August 1984   |